# أليخاندرو كامبانا
أليخاندرو كامبانا (بالإنجليزية: Alex Campana)‏ هو لاعب كرة قدم بريطاني، ولد في 11 أكتوبر 1988 في هارو ‏ في المملكة المتحدة. لعب مع نادي واتفورد ونادي ويلدستون لكرة القدم.

## وصلات خارجية
- أليخاندرو كامبانا على موقع قاعدة بيانات كرة القدم.إي يو (الإنجليزية)
- أليخاندرو كامبانا على موقع Soccerbase.com (لاعب) (الإنجليزية)